# Посёлок Имянликульской МТС
Посёлок Имянликульской МТС — упразднённый посёлок в Чекмагушевском районе Башкирской АССР Российской Федерации СССР. Входил на год упразднения в состав Имянликулевского сельсовета.

## География
Располагался в 20 км к северу от райцентра и 95 км к северу от ж.‑д. ст. Буздяк, к западу от села Имянликулево.

## История
Основан в 1930-е, в связи с появлением машино-тракторных станций в автономной республике. Существовал до середины 1950‑х гг.. В 1958 году МТС были преобразованы в ремонтно-технические станции.